# Arthur Marks
Pour les articles homonymes, voir Marks.
Arthur Ronald Marks (né le 2 août 1927 à Los Angeles et mort le 13 novembre 2019 à Woodland Hills en Californie) est un scénariste, réalisateur et producteur américain. Spécialisé dans la blaxploitation, il a réalisé des films comme Togetherness, Bonnie's Kids (en), Detroit 9000 (en), Friday Foster, Bucktown, The Monkey Hu$tle et Vengeance d'outre-tombe. Il a également réalisé des épisodes des séries télévisées Perry Mason, Starsky et Hutch, Mannix, Les Espions, My Friend Tony et Shérif, fais-moi peur.

## Biographie
Arthur Marks naît à Los Angeles, Californie, en 1927. Ses parents déménagent à Hollywood afin de trouver du travail dans l'industrie cinématographique. Son père, David Marks, occupe divers postes sur les plateaux de Les Anges de l'enfer et Le Magicien d'Oz, puis travaille le reste de sa carrière chez Metro-Goldwyn-Mayer.
Marks travaille comme assistant réalisateur sur La Dame de Shanghai et Ouragan sur le Caine. Il travaille également sur les émissions de télévision The Man Behind the Badge (en), Treasury Men in Action (en), Casablanca, La Flèche brisée et The 20th Century Fox Hour (en), avant de commencer à travailler sur Perry Mason. Il réalisera 76 épisodes de cette série, qu'il produira également en partie.
Après la fin de Perry Mason, Marks retourne au cinéma avec Togetherness. Il poursuit avec Bonnie's Kids, The Centerfold Girls (production seulement) et The Roommates. Marks crée l'entreprise General Film Corporation (GFC), lui permettant de distribuer les films qu'il produit et réalise, dont notamment The Candy Snatchers.

## Filmographie
- 1970 : Togetherness
- 1972 : Class of '74
- 1973 : Bonnie's Kids
- 1973 : The Roommates
- 1973 : Detroit 9000
- 1974 : Quand la ville tremble
- 1974 : The Centerfold Girls
- 1975 : Linda Lovelace for President (producteur exécutif)
- 1975 : Bucktown
- 1975 : A Woman for All Men
- 1975 : La panthère est de retour
- 1975 : Friday Foster
- 1976 : Vengeance d'outre-tombe (J.D.'s Revenge)
- 1976 : The Monkey Hu$tle